# Nunziata
Nunziata is een plaats (frazione) in de Italiaanse gemeente Mascali.